# Ross A. Collins

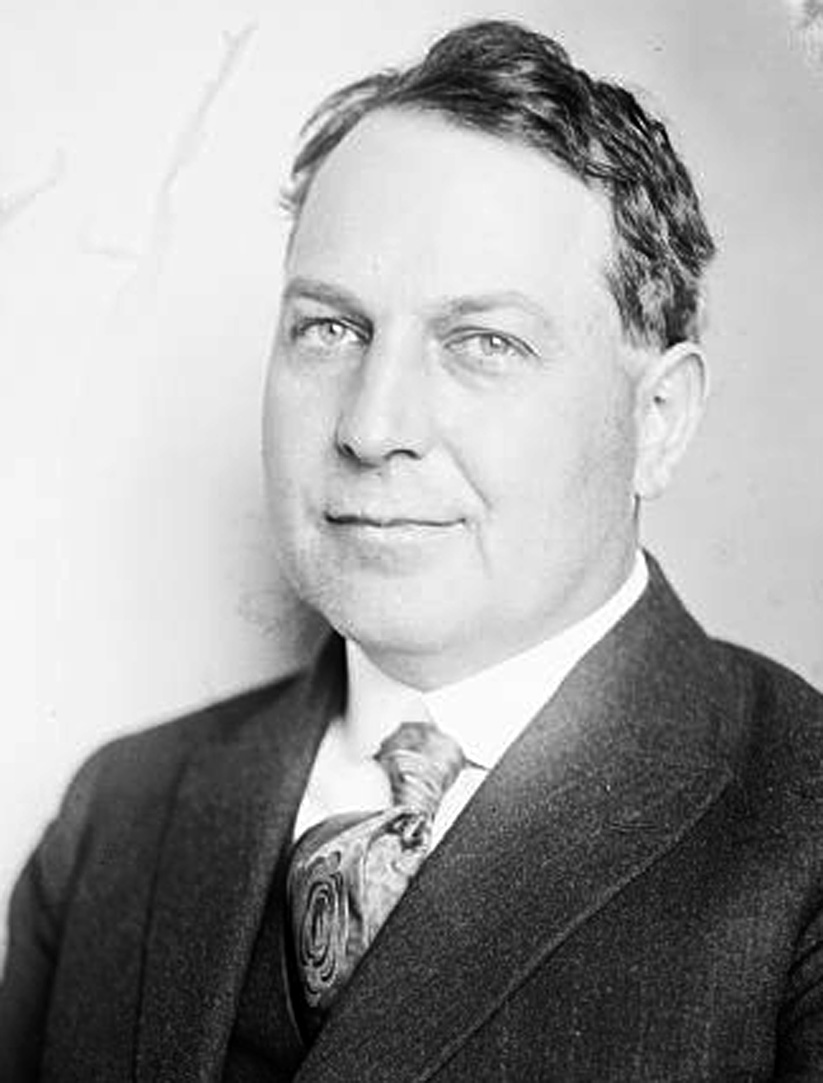
Ross A. Collins (um 1921)

Ross Alexander Collins (* 25. April 1880 in Collinsville, Lauderdale County, Mississippi; † 14. Juli 1968 in Meridian, Mississippi) war ein US-amerikanischer Politiker. Zwischen 1921 und 1935 und nochmals von 1937 bis 1943 vertrat er den fünften Wahlbezirk des  Bundesstaates Mississippi im US-Repräsentantenhaus.

## Werdegang
Ross Collins besuchte die öffentlichen Schulen in Meridian und danach das Mississippi Agricultural and Mechanical College. Danach studierte er bis 1900 an der University of Kentucky in Lexington. Nach einem abschließenden Jurastudium an der University of Mississippi in Oxford und seiner im Jahr 1901 erfolgten Zulassung als Rechtsanwalt begann er in Meridian in seinem neuen Beruf zu arbeiten.
Collins war Mitglied der Demokratischen Partei. Zwischen 1912 und 1920 war er Attorney General des Staates Mississippi. Im Jahr 1919 kandidierte er erfolglos für das Amt des Gouverneurs. Bei den Kongresswahlen des Jahres 1920 wurde er im fünften Distrikt von Mississippi in das US-Repräsentantenhaus in Washington, D.C. gewählt, wo er am 4. März 1921 William W. Venable ablöste. Nachdem er bei den sechs folgenden Kongresswahlen jeweils bestätigt worden war, konnte Collins bis zum 3. Januar 1935 im Kongress verbleiben. Im Jahr 1934 verzichtete er auf eine Kandidatur zugunsten einer dann erfolglosen Bewerbung innerhalb seiner Partei für deren Nominierung zum US-Senat.
Bei den Wahlen des Jahres 1936 kandidierte Collins wieder erfolgreich für seinen alten Sitz im Repräsentantenhaus. Nachdem er in den Jahren 1938 und 1940 jeweils wiedergewählt worden war, konnte er bis zum 3. Januar 1943 drei weitere Legislaturperioden im Kongress absolvieren. 1941 scheiterte ein weiterer Versuch, einen Sitz im Senat zu gewinnen. Bei den Wahlen des Jahres 1942 verzichtete Collins auf eine erneute Kandidatur für das Repräsentantenhaus. Stattdessen strebte er nochmals erfolglos die Nominierung seiner Partei für den Senat an. Nach seinem Ausscheiden aus dem Kongress praktizierte Collins wieder als Anwalt. Er hat keine weiteren politischen Ämter mehr bekleidet.